# IC 1219
IC 1219 је лентикуларна галаксија у сазвјежђу Херкул која се налази на листи објеката дубоког неба у Индекс каталогу.
Деклинација објекта је + 19° 29' 1" а ректасцензија 16h 24m 27,4s. Привидна величина (магнитуда) објекта IC 1219 износи 14,2 а фотографска магнитуда 15,2. IC 1219 је још познат и под ознакама UGC 10371, MCG 3-42-5, CGCG 109-12, KCPG 496A, IRAS 16222+1936, PGC 58037.